# Заозерье (микрорайон Перми)
Заозерье — микрорайон (внутригородской посёлок) в Орджоникидзевском районе города Перми Пермского края России.

## География
Микрорайон находится на правом берегу Камы. В узком смысле (как бывший поселок) Заозерье занимает полуостров между Камой и речкой Азовка. Южной границей при этом является граница жилой застройки по улице Староазовской. В широком смысле (как современный микрорайон) Заозерье простирается ещё примерно на 2 километра на юг до правого берега реки Шустовка, включая в себя территории бывших деревень Борок, Азово, Одино, Турбино, Тимкино и Шустовка. Основная транспортная ось микрорайона — улица 1-я Палубная, которая на территории непосредственно поселка Заозерье (к северу от улицы Староазовской) переходит в улицу Трясолобова.

## История
Заозерье известно с 1647 года как рыбацкое поселение. В 1678 году упоминалось, вместе с соседней деревней Турбино, как постоянное поселение. В 1884 году здесь был устроен затон для зимней стоянки судов. В 1918 году здесь появились мастерские, а также токарный, кузнечный, литейный и котельный цехи. Ещё через год построили лесозавод, столярный цех и сарай для сушки пиломатериалов.
Строительство рабочего посёлка Заозерье началось в 1928 году. В 1929 году в Турбино была построена деревянная школа-семилетка. В 1940 году Заозерье вошло в состав Перми. После затопления старого завода и части посёлка в 1954 году водами Камского водохранилища началось строительство нового завода, который позже получил название — ремонтно-эксплуатационной базы (РЭБ). В конце 1960-х предприятие стало градообразующим в микрорайоне. На РЭБ трудились более тысячи человек. В 1950—1960-е годы в посёлке строились жилые дома, магазины и бытовые учреждения.

## Население
В 2000-х годах в Заозерье проживало более 4 тысяч человек.

## Инфраструктура
Средняя школа № 101.
Детский сад № 394.

## Достопримечательности
Затон при Заозерской РЭБ.

## Транспорт
Микрорайон связан с другими частями города автобусными маршрутами №: 49, 73.